# Veliki Izvor
Veliki Izvor (izvirno srbsko Велики Извор) je mesto v Srbiji, ki upravno spada pod Mesto Zaječar; slednja pa je del Zaječarskega upravnega okraja.

## Demografija
Po popisu prebivalstva leta 2002 je naselje imelo 2.684 prebivalcev, leta 1991 je bilo 2.945 prebivalcev, leta 1953 je naselje štelo 3.676 prebivalcev, leta 1924 pa 4000 prebivalcev.
V naselju živi 2227 polnoletnih prebivalcev, pri čemer je njihova povprečna starost 44,7 let (43,0 pri moških in 46,3 pri ženskah). Naselje ima 754 gospodinjstev, pri čemer je povprečno število članov na gospodinjstvo 3,56.
To naselje je, glede na rezultate popisa iz leta 2002, večinoma srbsko, a v času zadnjih treh popisov je opazno zmanjšanje števila prebivalcev.
|  |

| Demografija | Demografija     | Demografija     |
| Leto        | Št. prebivalcev | Št. prebivalcev |
| ----------- | --------------- | --------------- |
|             |                 |                 |
|             |                 |                 |
|             |                 |                 |
|             |                 |                 |
| 1948        | 3758            |                 |
| 1953        | 3676            |                 |
| 1961        | 3598            |                 |
| 1971        | 3363            |                 |
| 1981        | 3062            |                 |
| 1991        | 2945            | 2889            |
| 2002        | 2774            | 2684            |
|             |                 |                 |

| Etnična sestava po popisu iz leta 2002 | Etnična sestava po popisu iz leta 2002 | Etnična sestava po popisu iz leta 2002 | Etnična sestava po popisu iz leta 2002 | Etnična sestava po popisu iz leta 2002 |
| -------------------------------------- | -------------------------------------- | -------------------------------------- | -------------------------------------- | -------------------------------------- |
| Srbi                                   | Srbi                                   |                                        | 2.629                                  | 97,95%                                 |
| Romi                                   | Romi                                   |                                        | 13                                     | 0,48%                                  |
| Bolgari                                | Bolgari                                |                                        | 9                                      | 0,33%                                  |
| Črnogorci                              | Črnogorci                              |                                        | 7                                      | 0,26%                                  |
| Vlahi                                  | Vlahi                                  |                                        | 6                                      | 0,22%                                  |
| Makedonci                              | Makedonci                              |                                        | 2                                      | 0,07%                                  |
| Hrvati                                 | Hrvati                                 |                                        | 1                                      | 0,03%                                  |
| Nemci                                  | Nemci                                  |                                        | 1                                      | 0,03%                                  |
| Muslimani                              | Muslimani                              |                                        | 1                                      | 0,03%                                  |
| Neznano                                | Neznano                                |                                        | 5                                      | 0,18%                                  |